# Lê Tuấn Anh (diễn viên sinh 1968)
Lê Tuấn Anh (sinh ngày 21 tháng 3 năm 1968) là một cựu diễn viên điện ảnh người Việt Nam.

## Tiểu sử
Lê Tuấn Anh đến với khán giả lần đầu tiên trong bộ phim "Bí mật thành phố cấm" năm anh 22 tuổi. Anh là một trong 3 diễn viên nam nổi tiếng nhất của dòng phim "mỳ ăn liền" vào thập niên 1990 cùng với Lý Hùng, Lê Công Tuấn Anh. Thời hoàng kim của Lê Tuấn Anh, khán giả còn biết đến mối tình của anh với ca sĩ Phương Thảo, người sau này sánh duyên cùng nhạc sĩ Ngọc Lễ.
Giữa lúc sự nghiệp phim ảnh đang lên đỉnh điểm và gặt hái được nhiều thành công, Lê Tuấn Anh bất ngờ từ giã sự nghiệp vào năm 1998. Bộ phim cuối cùng anh góp mặt là "Gió Qua Miền Tối Sáng" (thực chất đây là vai chính cuối cùng của ông, còn lần xuất hiện cuối cùng trên màn ảnh là vai phụ trong phim "Mùa Hè Chiều Thẳng Đứng" được công chiếu năm 2000). Nhiều người cho rằng, Lê Tuấn Anh bị ảnh hưởng tâm lý từ cái chết của người bạn thân Lê Công Tuấn Anh nên quyết định dừng lại nghiệp diễn. Bản thân Lê Tuấn Anh cũng từng tâm sự: 
"Sau cái chết của Lê Công Tuấn Anh, tôi chợt bừng tỉnh và nhận ra, mình phải biết chấp nhận thực tế và tìm một con đường khác".
Hiện tại Lê Tuấn Anh đang là Giám đốc Sản xuất của Sân khấu kịch Hồng Vân.

## Danh sách phim tham gia
Lê Tuấn Anh đã tham gia hơn 80 bộ phim. Danh sách dưới đây có thể chưa đầy đủ:
| Năm  | Phim                    | Vai diễn                        | Đạo diễn                    |
| ---- | ----------------------- | ------------------------------- | --------------------------- |
| 1989 | Kỳ Tích Bà Đen          | Lê Sĩ Triệt                     | Lê Mộng Hoàng               |
| 1990 | Bí Mật Thành Phố Cấm    | Lê Viễn                         | Phan Vũ                     |
| 1990 | Vị Đắng Tình Yêu        | Duy Bình                        | Lê Xuân Hoàng               |
| 1991 | Tóc Gió Thôi Bay        | Phiên                           | Lê Mộng Hoàng               |
| 1991 | Lệnh Truy Nã            | Thái Salem                      | Lê Hoàng Hoa                |
| 1991 | Tráng Sĩ Bồ Đề          | Tráng sĩ Bạch Hạc               | Lê Mộng Hoàng               |
| 1992 | Đôi Ngã Đường Tình      | Văn                             | Lý Sơn                      |
| 1992 | Cô Thủ Môn Tội Nghiệp   | Tuấn                            | Trần Cảnh Đôn               |
| 1992 | Cô Bé Mộng Mơ           | Bác sĩ Hải                      | Hồ Ngọc Xum                 |
| 1992 | Đôi Mắt Người Thương    | Trân                            | Trần Cảnh Đôn               |
| 1993 | Công Tử Bạc Liêu        | Cậu Ba Hoàng / Công tử Bạc Liêu | Xuân Cường                  |
| 1993 | Sân Ga Tình Yêu         | Duy                             | Lê Anh                      |
| 1993 | Vòng Vây Tội Lỗi        | Khanh                           | Trần Cảnh Đôn               |
| 1994 | Tình Nàng Áo Trắng      | Văn                             | Lý Sơn                      |
| 1994 | Hải Đường Trắng         | Bạch Hải Đường                  | Châu Huế                    |
| 1994 | Nhịp Đập Trái Tim       |                                 | Lê Cung Bắc                 |
| 1995 | Sao Em Vội Lấy Chồng    | Khắc Bình                       | Trần Cảnh Đôn               |
| 1995 | Vĩnh Biệt Tình Anh      | Hoàng                           | Nguyễn Hồng Sến             |
| 1995 | Xích Lô                 | Người đàn ông bị còng tay       | Trần Anh Hùng               |
| 1996 | Người Đẹp Và Tỷ Phú     | Xuân Tâm                        | Hai Nhất                    |
| 1996 | Sắc Hoa Màu Nhớ         | Tư Cao                          | Xuân Cường                  |
| 1996 | Bụi Hồng                | Sơn                             | Hồ Quang Minh               |
| 1996 | Bông Hoa Rừng Sác       | Nam                             | Hoàng Tích Chỉ, Trần Phương |
| 1997 | Người Về Từ Nghìn Trùng |                                 | Lưu Bạch Đàn                |
| 2000 | Mùa Hè Chiều Thẳng Đứng | Tuấn                            | Trần Anh Hùng               |

| Năm  | Phim                  | Vai diễn  | Đạo diễn          | Chú thích                                                                          |
| ---- | --------------------- | --------- | ----------------- | ---------------------------------------------------------------------------------- |
| 1991 | Tây Sơn Hiệp Khách    | Thân Đại  | Lê Hoàng Hoa      | Phim video, gồm 2 tập, Lê Tuấn Anh chỉ tham gia tập 2                              |
| 1992 | Bên Dòng Sông Trẹm    | Năm Hương | Lê Dân            | Phim video, gồm 2 tập, Lê Tuấn Anh chỉ tham gia tập 1                              |
| 1996 | Lửa Trầm              |           | Nguyễn Quốc Trọng | Không có thông tin gì, chỉ còn trong kí ức của những người từng tham gia đóng phim |
| 1998 | Gió Qua Miền Tối Sáng | Quang     | Phạm Thanh Phong  |                                                                                    |

### Đạo diễn
1. U Thỏn (1999)
2. Dấu Chân Thầm Lặng (1999)

## Gia đình
Lê Tuấn Anh là chồng của đạo diễn, diễn viên kịch nói Hồng Vân. Hai người quen biết nhau khi học chung ở trường Cao đẳng Sân khấu. Sau khi kết hôn Lê Tuấn Anh lùi về hậu trường, nhường "sân khấu" nghệ thuật cho Hồng Vân. Trước khi kết hôn với Hồng Vân, anh có một đời vợ là ca sĩ Phương Thảo (vợ hiện tại của Ngọc Lễ).